# Paul Émile Appell
Paul Émile Appell (Strasbourg, 1855. szeptember 27. – Párizs, 1930. október 24.) francia matematikus,  a Párizsi Egyetem rektora.

## Életpályája
A Francia Természettudományi Akadémia 1892-ben választotta meg tagjává. 1903-tól 1920-ig dékán volt a Párizsi Egyetem természettudomány karán majd 1920-tól 1925-ig rektor.

## Kutatási területe
- Kezdetben Michel Chasles együttműködve projektív geometriával, majd a  differenciálegyenletekkel és komplex analízissel foglalkozott.
- Az Appell-sorozatot az ő tiszteletére róla nevezték el.

## Lánya
Lánya,  Marguerite Appell (1883–1969), Camille Margo álnéven ismert novellaíró volt.  Émile Borel matematikushoz ment feleségül.